# لیزا مانیلی
لیزا مانیلی (فرانسوی: Liza Manili‎؛ زادهٔ ۱۷ ژوئیهٔ ۱۹۸۶) بازیگر، خواننده اهل فرانسه است. او ابتدا فعالیت حرفه‌ای خود را در عرصه مدلینگ آغاز کرد و سپس وارد عرصه بازیگری و خوانندگی شد.